# Beachball
Cet article possède un paronyme, voir Beach ball.
Beachball est une chanson du duo de musique électronique Nalin & Kane. Sortie en juin 1997 comme un single, la chanson s'est classée numéro un pendant quatre semaines sur le hit-parade de dance canadien et a atteint la place numéro 10 en Allemagne, 19 en Suisse, et est entrée dans le top 40 en Autriche, en Belgique, en Irlande, en Italie et aux Pays-Bas.

## Pistes
CD Maxi-single (Europe, 1996)
1. Beachball (Vocal Radio Edit) - 3:52
2. Beachball (Original Radio Edit) - 3:57
3. Beachball (Extended Vocal Mix) - 7:27
4. Beachball (Original Club Mix) - 10:23
5. Beachball (Sea Side Mix) - 8:10

CD Maxi-single Remix (Europe, 1996)
1. Beachball (Sharam Baywatch Remix) - 9:32
2. Beachball (Shahin & Simon Remix) - 5:43
3. Beachball (Daniel Klein & Basti Remix) - 9:51
4. Beachball (Tom Civic Remix) - 6:12